# Boom Boom (Еммі)
«Boom Boom» (укр. «Бум-бум») — пісня, з якою вірменська співачка Еммі представляла Вірменію на пісенному конкурсі Євробачення 2011. Пісня була виконана в першому півфіналі, 10 травня, але до фіналу не пройшла .